# Alchemilla geheebii
Alchemilla geheebii é uma espécie de rosácea do gênero Alchemilla, pertencente à família Rosaceae.